# Рощинский сельсовет (Курагинский район)
Рощинский сельсовет — сельское поселение в Курагинском районе Красноярского края.
Административный центр — посёлок Рощинский.

## Население
| 2010 | 2012  | 2013  | 2014  | 2015  | 2016  | 2017  |
| ---- | ----- | ----- | ----- | ----- | ----- | ----- |
| 1966 | ↗1983 | ↘1981 | ↗1985 | ↘1984 | ↘1974 | ↗1982 |

## Состав сельского поселения
В состав сельского поселения входят 3 населённых пункта:
| № | Населённый пункт | Тип населённого пункта          | Население |
| - | ---------------- | ------------------------------- | --------- |
| 1 | Бугуртак         | посёлок                         | 444       |
| 2 | Подгорный        | посёлок                         | 263       |
| 3 | Рощинский        | посёлок, административный центр | 1259      |

## Местное самоуправление
Рощинский сельский Совет депутатов
Дата избрания: 14 марта 2010 года. Срок полномочий: 5 лет. Количество депутатов: 10.
Главы муниципального образования
- Тамара Тимофеевна Кириллова. Дата избрания: 14 марта 2010 года. Срок полномочий: 5 лет.
- с 2018 года - Галина Владимировна Власова